# ناتالیا پارتیکا
ناتالیا دوروتا پارتیکا (لهستانی: Natalia Dorota Partyka؛ زادهٔ ۲۷ ژوئیهٔ ۱۹۸۹) یک بازیکن تنیس روی میز و ورزشکار پارالمپیکی اهل لهستان است. او در المپیک و پارالمپیک به رقابت پرداخته‌است و علاوه بر قهرمانی در چهار دوره پارالمپیک در المپیک لندن نیز در جایگاه سی و دوم قرارگرفت.    

## اوایل زندگی
پارتیکا از هفت سالگی تنیس روی میز را شروع کرد؛ و اولیم مدال بین‌المللی خود را را در سال ۱۹۹۹ و در رقابت‌های قهرمانی جهان معلولان بدست آورد. هنگامی که در سن ده سالگی در پارالمپیک ۲۰۰۰ سیدنی شرکت کرد به عنوان جوانترین شرکت کننده تاریخ این رقابت‌ها شناخته شد. در پارالمپیک ۲۰۰۴ آتن او یک مدال طلای انفرادی و یک نقره تیمی کسب کرد و همچنین در همان سال دو مدال طلای اروپایی از مسابقاتی که ورزشکاران سالم نیز در آن شرکت داشتند بدست آورد.